# Saint-Philippe-de-Drummond
Pour les articles homonymes, voir Saint-Philippe.
Saint-Philippe-de-Drummond est une localité du Québec aujourd'hui comprise dans la ville de Drummondville, et qui faisait originellement partie du canton de Wickham. Elle faisait partie de la municipalité de Saint-Nicéphore jusqu'en 1949. Elle est nommée en l'honneur de Louis-Philippe Binette qui était un ancien curé de la paroisse de Saint-Nicéphore. La création de la paroisse de Saint-Philippe a eu lieu en 1949, autorisée par Monseigneur Albini Lafortune qui était curé de Saint-Nicéphore à ce moment. Une église a été construite en 1950.